# Jorge Mondragón
Jorge Mondragón Roldán (Distrito Federal, México, 30 de abril de 1903 - Ciudad de México, México, 30 de abril de 1997) fue un actor mexicano, que realizó su debut en el cine 1935. Sus papeles más conocidos televisión fueron Una mujer marcada, Yo no pedí vivir y Bodas de odio. Apreció también en algunas telenovelas históricas de Ernesto Alonso como El carruaje en el papel de Melchor Ocampo, y también interpretó a los personajes Valentín Gómez Farías y Eulogio Gillow en El vuelo del águila.

## Semblaza biográfica
Su carrera fue iniciada en 1931, en una parte de un cortometraje, realizando una participación juvenil. Sus más destacadas participaciones fueron de 1940 a 1950, cuando actuó en varias películas de la Época de Oro del cine mexicano, con actores como Martha Roth, Julio Villarreal y Tin Tan entre otros.
En 1931, 1932, 1933 y 1934 se dedicó únicamente a los cortometrajes y su labor en ellos hizo que fuera contratado para el largometraje de 1935 Los muertos hablan como Cugat.
Fue fundador de la Asociación Nacional de Actores, junto con otros importantes actores como María Tereza Montoya, Ricardo Mondragón, Ángel T. Sala, Fernando Soler y muchos otros. Ocupó varios puestos en el mencionado sindicato, entre ellos, el de Secretario General. Después de un viaje a Francia y otro a Argentina donde conoció casas de retiro para actores, tuvo la idea de crear una casa así para actores mexicanos. Al llegar al puesto de Secretario General de la ANDA vio que era el momento de llevar su sueño a la realidad. Se dirigió a Mario Moreno "Cantinflas" y le expuso su idea. Al gran cómico le fascinó la idea, por lo que aportó fondos propios para iniciar el proyecto para la construcción de la Casa del Actor.

## En el teatro
Actor y sindicalista, trabajó con numerosas compañías de comedia y fue miembro fundador de la Asociación Nacional de Actores, de la cual llegó a ocupar la Secretaría General. A los 14 años ingresó al medio teatral como "avisador" de la compañía de Virginia Fábregas; con ella realizó una gira que inició en 1917 y concluyó en 1920 después de haber recorrido la República Mexicana, Estados Unidos, Cuba, Puerto Rico y otros países de Centroamérica. En 1920, mientras la compañía de Virginia Fábregas hacía una escala en Panamá, decidió ingresar como actor a una compañía española que iniciaba un recorrido por Sudamérica. Durante seis años trabajó como actor, tanto en Perú como en Bolivia, Argentina y Chile. Posteriormente viajó a España y allí actuó durante varios años con distintas compañías de la legua. En México, durante años formó parte del elenco de María Tereza Montoya, con quien le tocó trabajar en La verdad sospechosa (1934), obra que inauguró el Palacio de Bellas Artes. Posteriormente actuó en numerosas temporadas, entre las que destaca la realizada durante 11 años en el teatro Ideal como parte de la Cía. de las hermanas Blanch.
Con varios cientos de obras estrenadas a lo largo de Hispanoamérica, así como cerca de 200 películas realizadas como actor, tuvo también una sobresaliente labor sindicalista en el gremio de los actores. En 1934 fue secretario de actas durante la constitución legal de la ANDA, organización de la que obtuvo la credencial nº 2. Posteriormente ocupó diversos puestos hasta llegar a la posición de Secretario General, durante el periodo 1938-1941. Durante su gestión consiguió la afiliación masiva de los miembros de la Unión Nacional de Artistas de Variedades y el ingreso a la Federación de Uniones de Trabajadores de la Industria Cinematográfica. 
En 1941 fue nombrado secretario general de la Federación Teatral y tres años después, miembro del patronato de la recién inaugurada Casa del Actor. Años después ocuparía la presidencia de dicho patronato. A partir de entonces ocupó numerosos puestos en la dirigencia de la ANDA, así como encomiendas ante organismos nacionales e internacionales.
Algunas de las muchas obras en las que actuó fueron: El simún, Diferente, La sombra, La noche del sábado (1934); Beltri review, Mata-Hari, Un grito en la noche, Robador de estrellas (1935); Morena clara, Una luna en el pozo, Siete mujeres, La pálida amiga, Sombras de mariposas (1936); Asia, Catalina de Rusia, El burlador de Sevilla, Maternidad (1937 y 1938), Mamá clara, La tela, Caminito alegre (1939); Casa de mujeres, Hombre y mujer, ¿Quién me compra un lío?, El famoso Carbelleira (1940); Los dueños del mundo, La familia cena en casa, El ángel de la montaña (1943); La loca de la casa, El cardenal, El escándalo, El destino ciego, El debut de Robinet, Dios se lo pague (1948) y El gesticulador (1961), entre otras.

## Filmografía

### Filmografía selecta
- Santo y Blue Demon contra el doctor Frankenstein (1973)
- La Pulquería (1981)
- El revólver sangriento (1965)
- Confidencias matrimoniales (1961)
- Las cosas prohibidas (1961)
- Manicomio (1959)
- Siete pecados (1959)
- La rebelión de los adolescentes (1959)
- El hombre que logró ser invisible (1958)
- Al compás del rock and roll (1957)
- Juventud desenfrenada (1956)
- Esposas infieles (1956)
- Llévame en tus brazos
- Aventura en Río (1953)